# 1969年日本

## 政府
- 天皇：裕仁[1]
- 內閣總理大臣：佐藤榮作

## 大事紀
- 1月18-19日：東大安田講堂事件。
- 2月5日：福島縣郡山市萬代熱海溫泉度假飯店發生火災，據消防局證實，火災造成30人死亡、35人受傷。
- 12月27日：第32屆日本眾議院議員總選舉。

## 出生
- 2月5日——木內秀信，配音員。
- 3月12日——岡村明美，配音員。
- 10月14日——岡野浩介，配音員。
- 11月17日——置鮎龍太郎，配音員。

## 逝世
1. ↑  . Encyclopedia Britannica.   [27 March 2019]. （原始内容存档于2024-05-01） （英语）.